# Place Dauphine

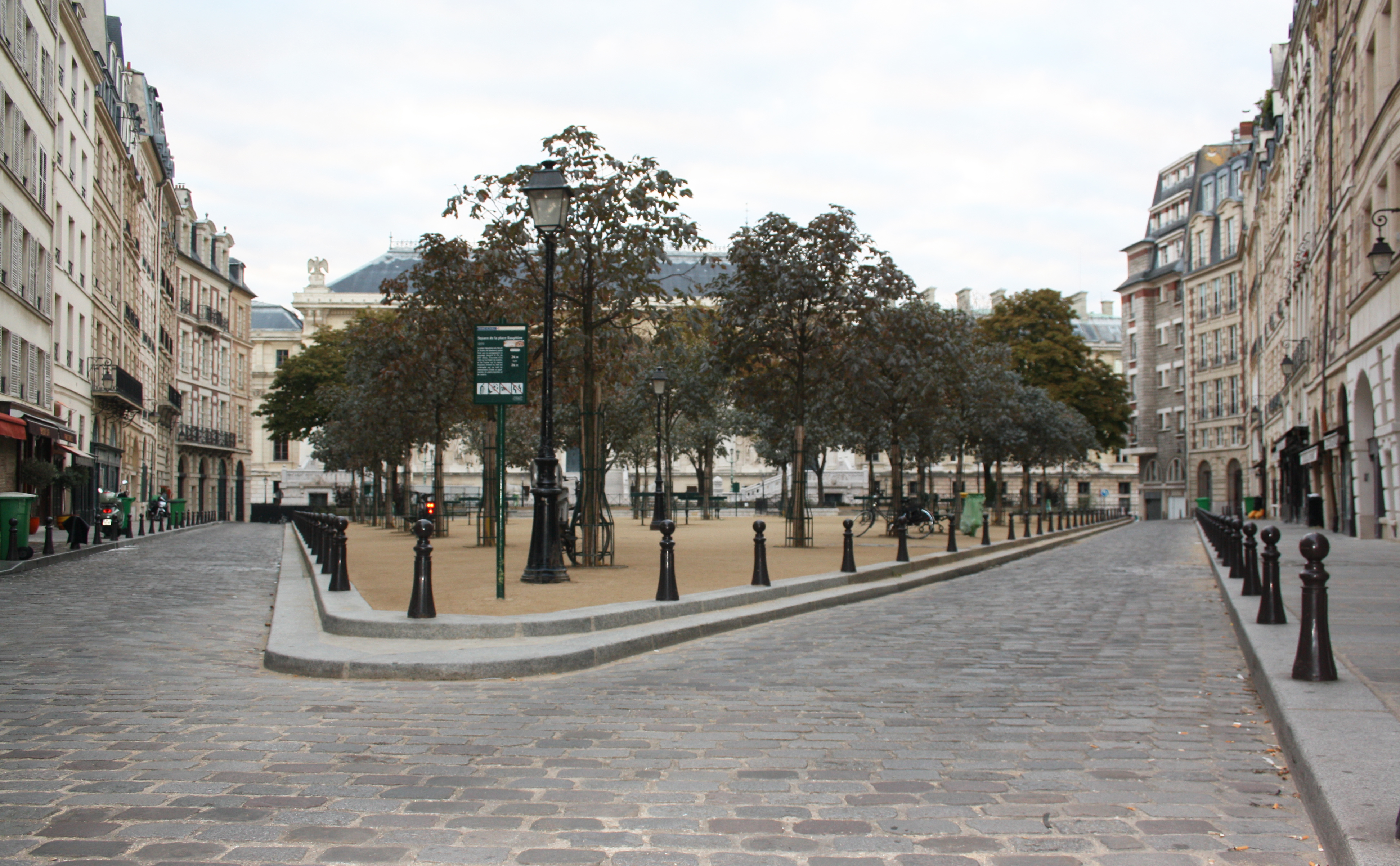
Place Dauphine – Blick auf den breiter werdenden Platz (September 2012)

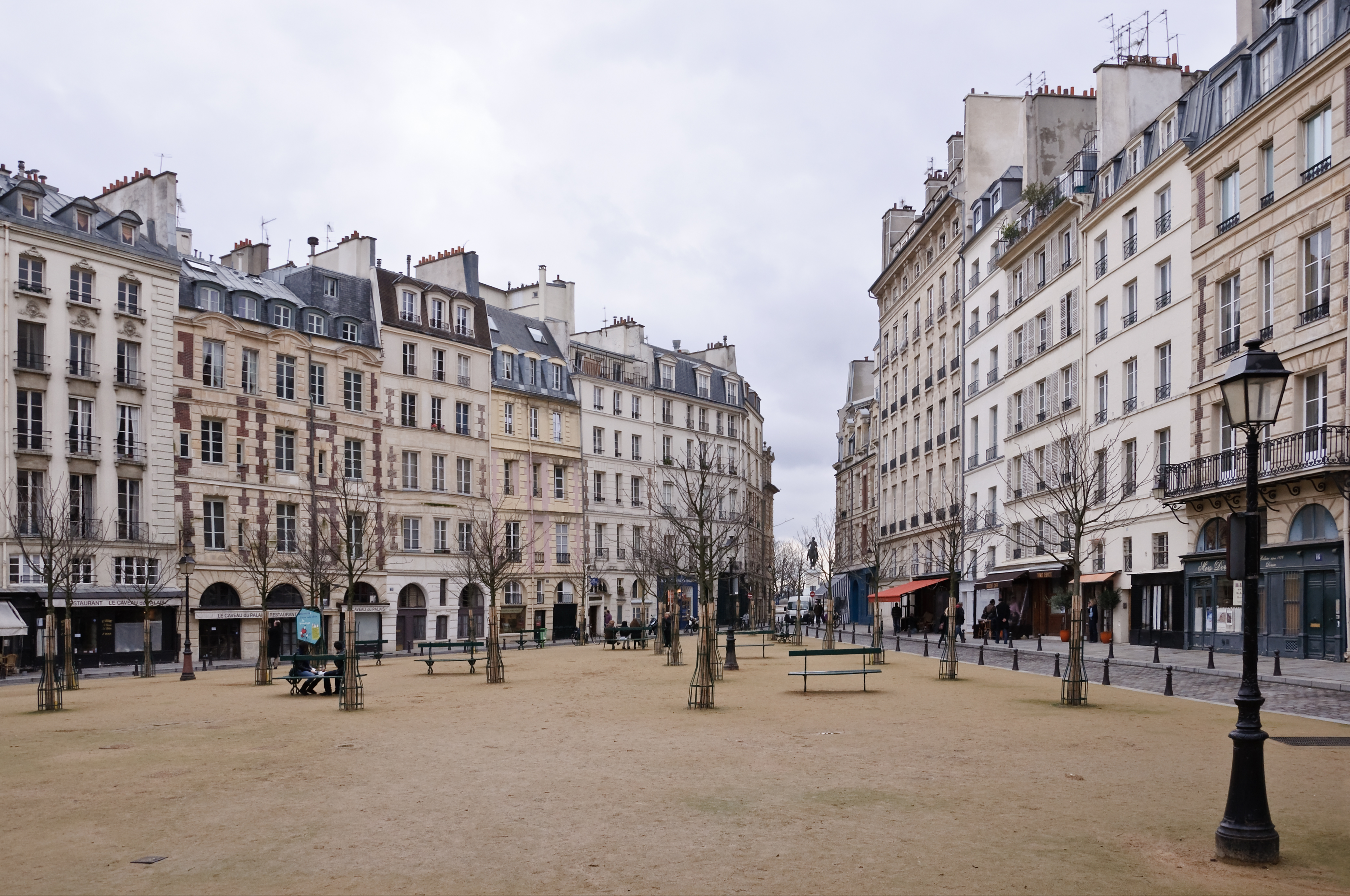
Die Place Dauphine – Blick zum Pont Neuf

Die Place Dauphine [plas dofiːn] auf der Westspitze der Île de la Cité im 1. Arrondissement ist einer der fünf Königlichen Plätze von Paris. Benannt ist sie nach dem Dauphin (Adelstitel des Thronfolgers), dem Sohn des französischen Königs Heinrich IV. (1553–1610), der nach dem Tod seines Vaters ihm auf dem französischen Thron als König Ludwig XIII. (1601–1643) nachfolgte.

## Entstehungsgeschichte

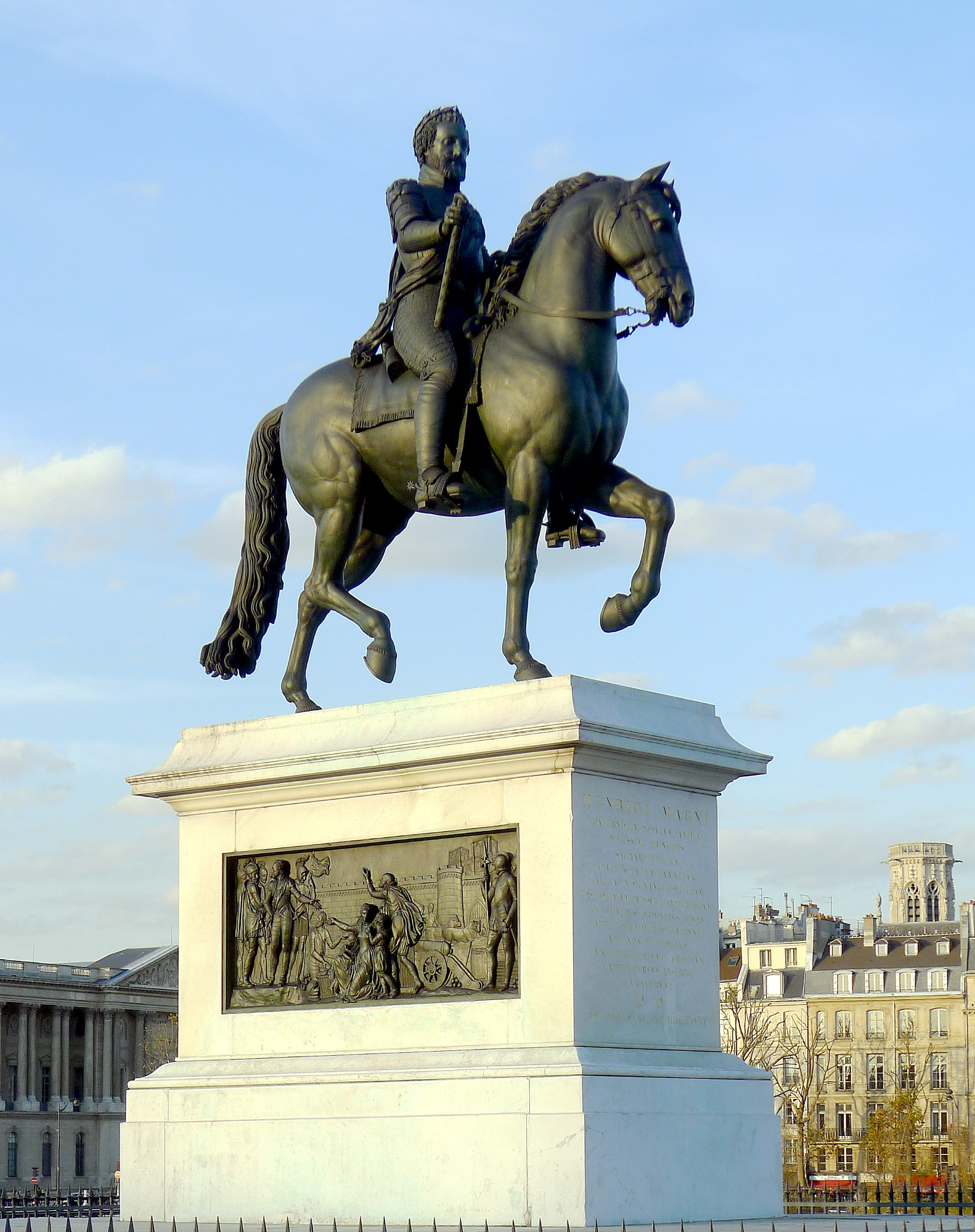
Place Dauphine – Denkmal Heinrich IV. am Pont Neuf (November 2011)

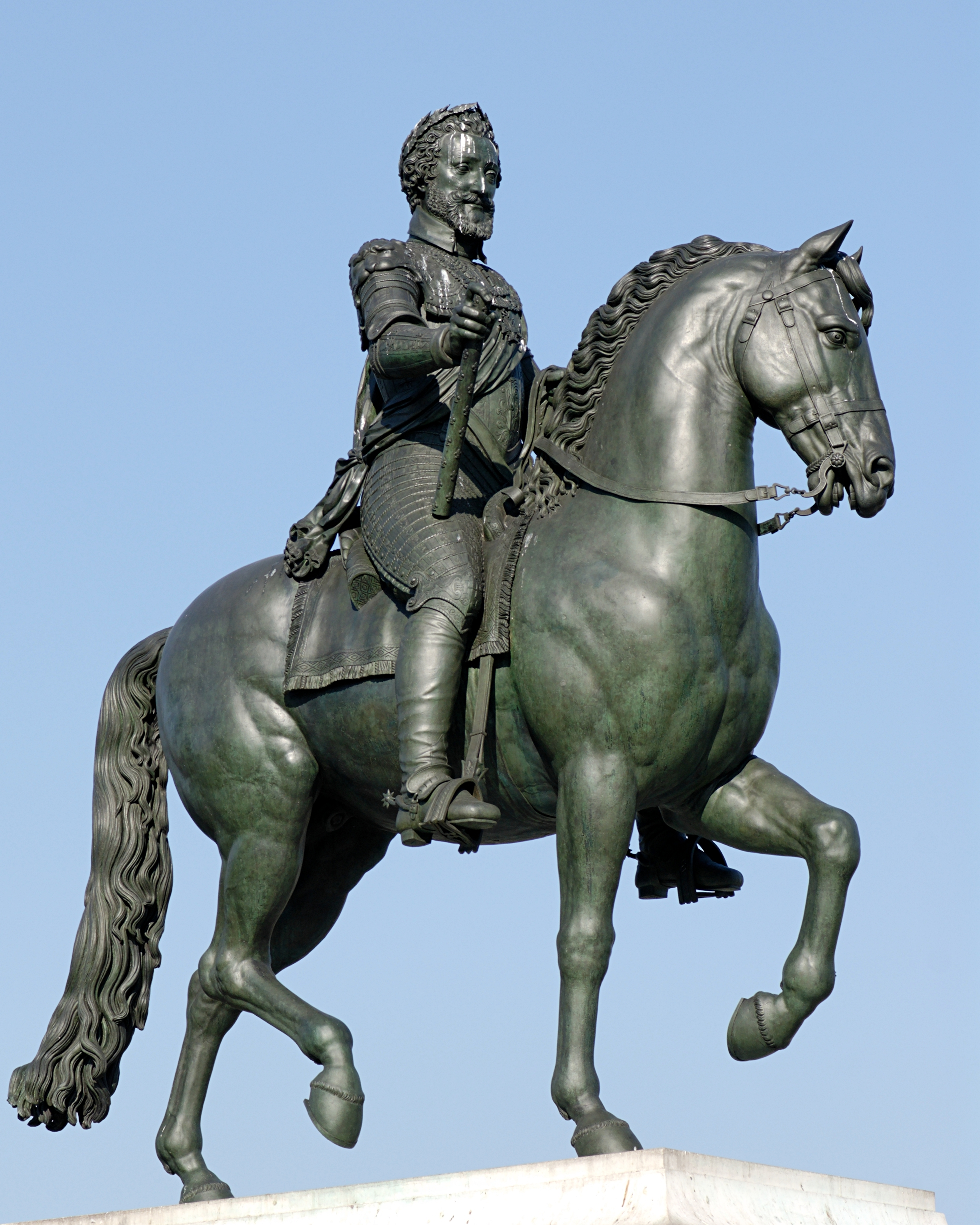
Place Dauphine – Denkmal Heinrich IV. am Pont Neuf

Die Place Dauphine ist der zweitälteste der royalen Plätze in Paris. Die Île de la Cité endete im Westen früher mit einer Gruppe von drei kleinen, sumpfigen Inseln, die häufig unter Wasser lagen (Ile aux Juifs, Ile des Passeurs und Ilot de la Gourdaine). Hier stand der Scheiterhaufen, auf dem Philipp der Schöne den letzten Großmeister des Templerordens Jacques de Molay am 18. März 1314 hinrichten ließ. Zwecks Austrocknung der Gegend entstanden zwischen 1580 und 1611 die benachbarten Uferbefestigungen, dabei ließ Heinrich IV. die Inseln zuschütten und das Südufer der Hauptinsel um 6 Meter anheben. Der König beauftragte den vermögenden, bereits 71-jährigen Achille de Harlay (1535–1616) mit der Anlage eines Platzes auf der Île de la Cité. Harlay war der Präsident des ersten Pariser Parlaments und erhielt am 10. März 1607 vom König das Areal mit der Auflage geschenkt, einen Platz anzulegen und einzelne Grundstücke zu veräußern. Der Platzname ehrte den langersehnten Dauphin (Thronfolger, franz. le Dauphin), dem 1601 geborenen späteren König Ludwig XIII. Als 1607 der Pont Neuf eingeweiht wurde, änderte sich die Situation des bisher als ruhig geplanten Platzes. Der mittlerweile amtierende Heinrich IV. ging nunmehr von einer kommerziellen Nutzung des Platzes aus. Harlay ließ aufgrund der Baugenehmigung vom 28. Mai 1607 insgesamt 32 zweigeschossige Häuser aus Backstein und weißen Kalksteinquadern bauen, im Aussehen ganz ähnlich wie die Häuser des Platzes im Marais (heute genannt Place des Vosges), mit dessen Bau zwei Jahre zuvor begonnen worden war. In der Folgezeit wurden zahlreiche Häuser aufgestockt oder durch Neubauten ersetzt, so dass die einheitliche Gestalt der Platzanlage verlorenging.
Die Einrichtung des Platzes hatte seine östliche und westliche Begrenzung zu berücksichtigen. Ungewöhnlich war die dreieckige Platzform am westlichen Ende der Insel. Die dreieckige Form des Platzes orientierte sich an der Form der Île de la Cité in dieser Gegend. An der Stelle des heutigen Palais de Justice begrenzte damals die königliche Residenz Palais de la Cité den Platz an seiner breiteren Ostseite. Im Westen verlief der Pont Neuf. Heute öffnet sich der Eingang des Schwurgerichts (Cour d'assises) an der rue de Harlay zum Platz. Der zweite royale Platz nach der Place des Vosges wurde zwischen dem 5. und 7. April 1612 anlässlich der Hochzeit Ludwig XIII. mit Anna von Österreich eingeweiht. Jeweils 8 Häuserreihen entstanden an seiner Nord- und Südseite, die 1642 fertiggestellt waren. Ihr Architekt war möglicherweise der Militäringenieur Claude de Chastillon. Dieser sorgte nach 1610 für eine Rundumbebauung des Platzes, so dass der Blick auf den ehemaligen Palais de la Cité versperrt war. Erst im 19. Jahrhundert wurden mit dem Bau des heutigen Palais de Justice die Häuser an der breiteren Ostfront des Platzes abgerissen.

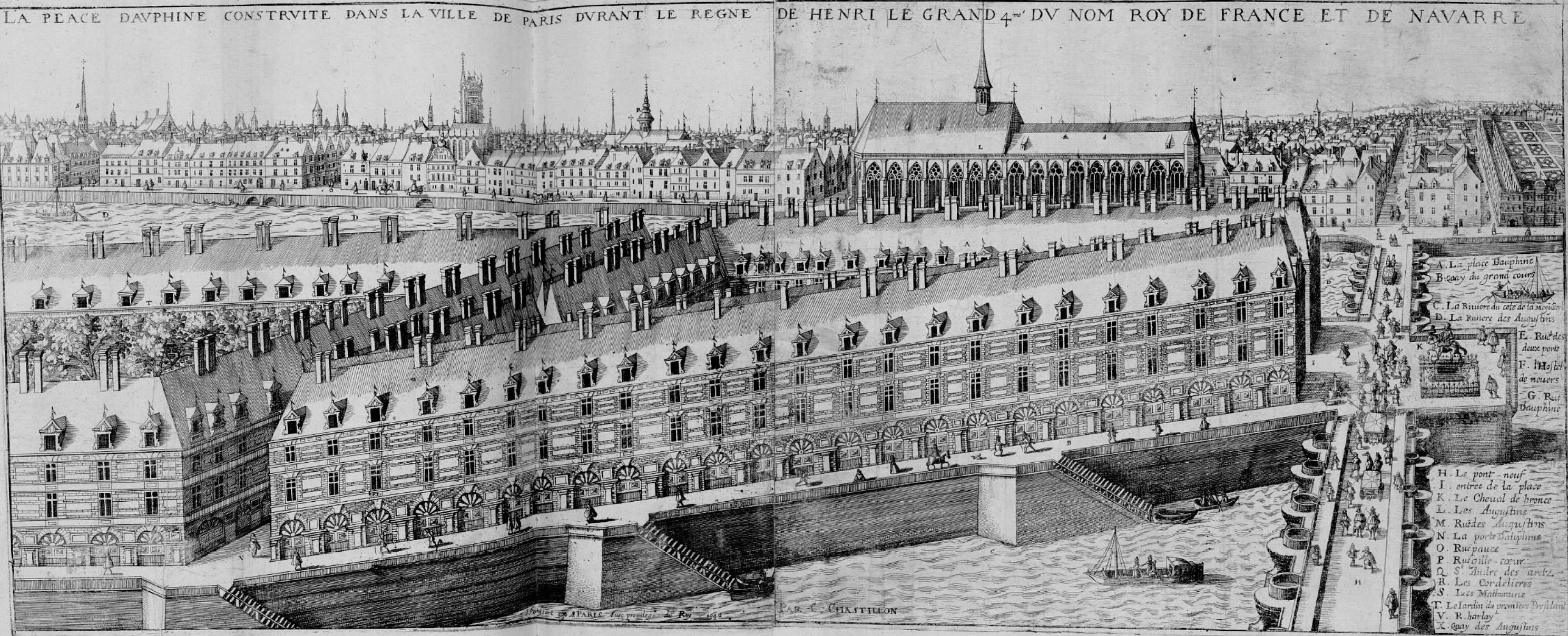
Place Dauphine – Zeichnung von Claude Chastillon (1610)
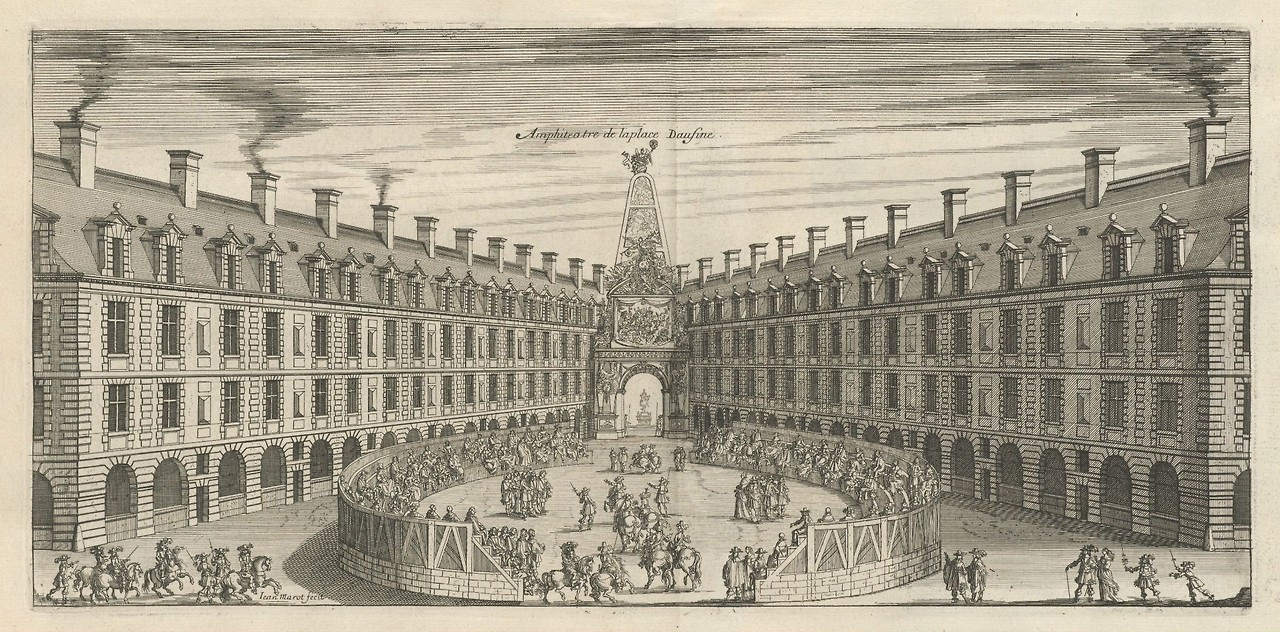
Place Dauphine – Amphitheater auf dem Platz (1662)
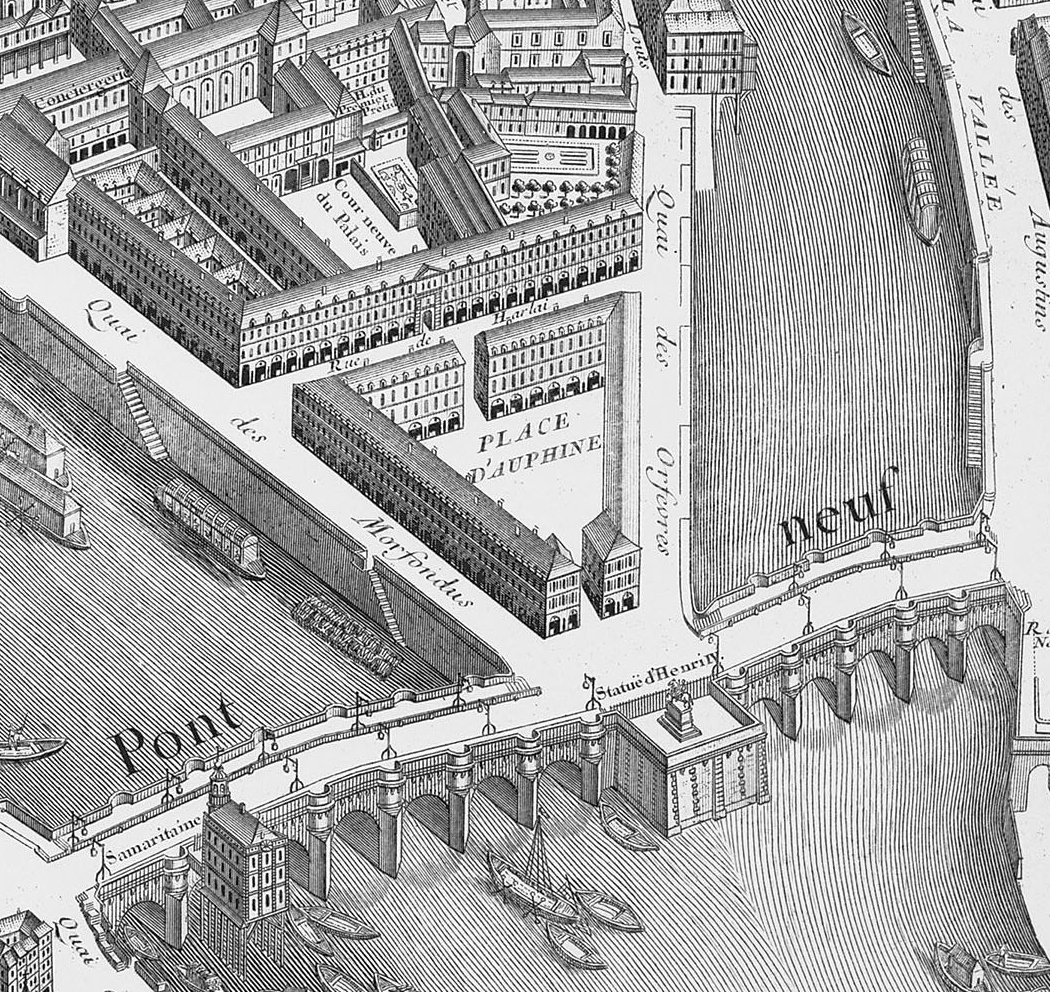
Place Dauphine – Plan de Turgot (1739)
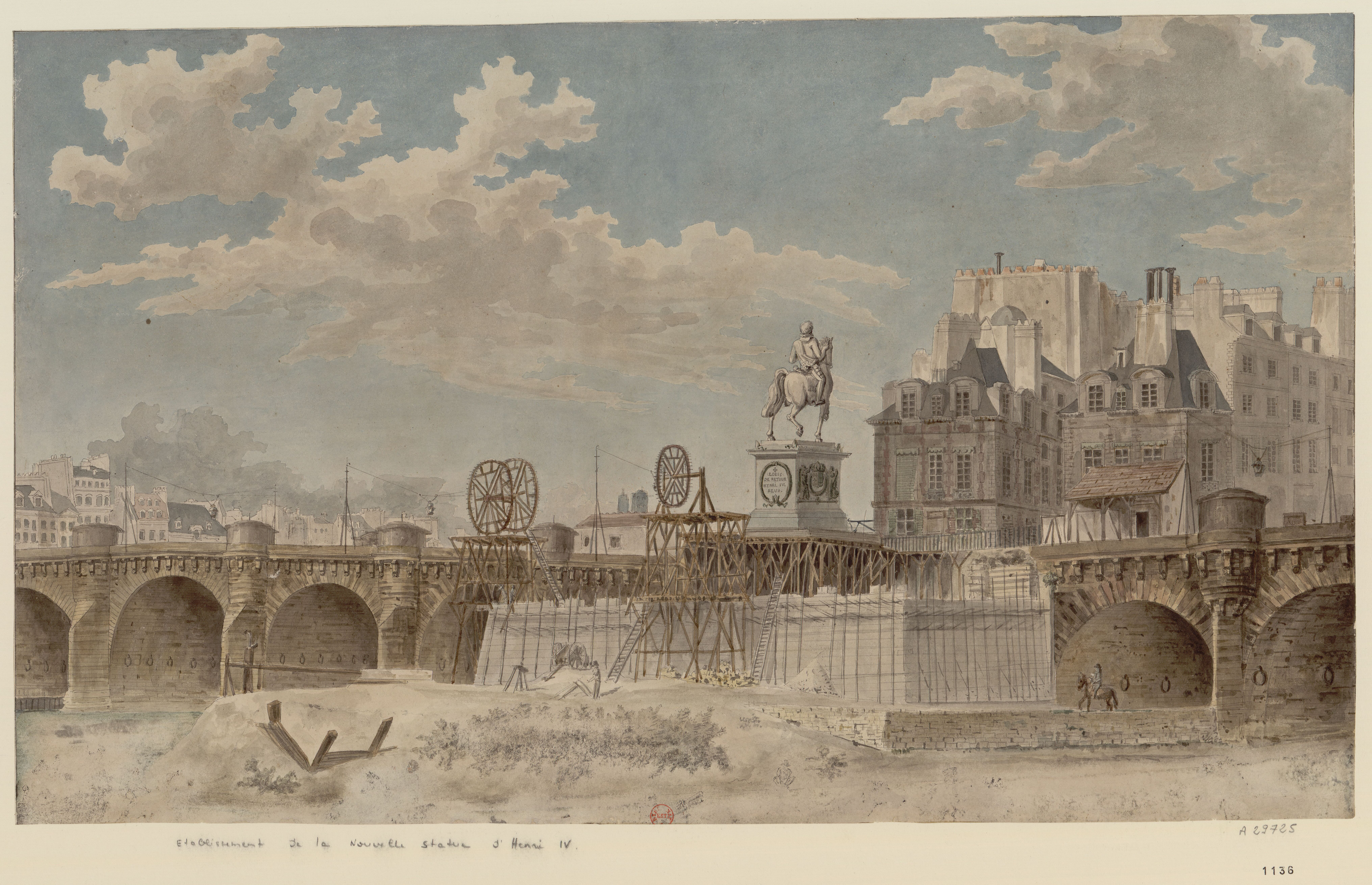
Bau der Statue Heinrichs IV. vor der Place Dauphine (1818)
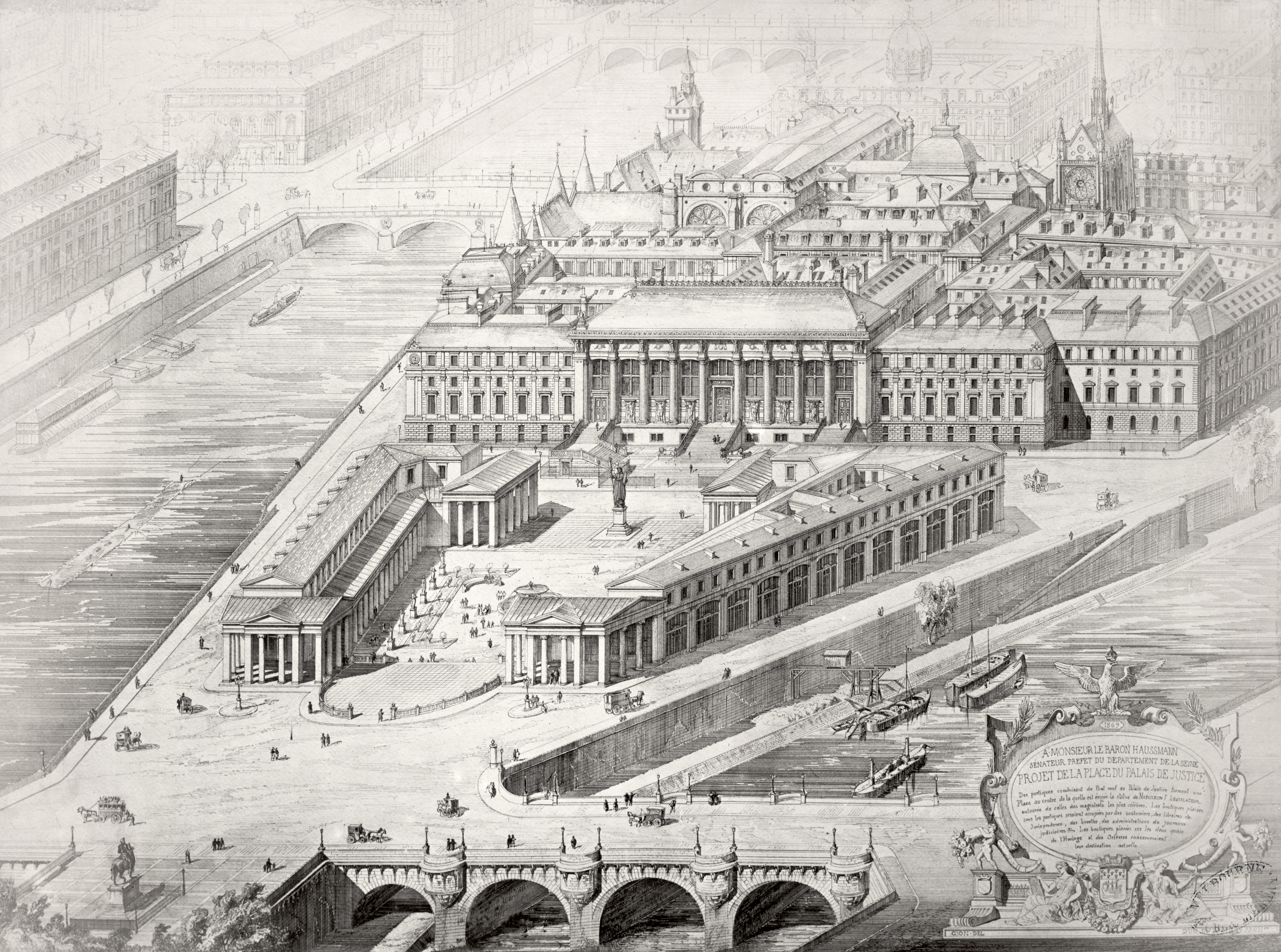
Place Dauphine – Zeichnung für Haussmann mit dem vorgesehenen Palais du Justice (1869)
Place Dauphine (um 1900)

## Statuen
Die in Florenz bei Giovanni da Bologna („Giambologna“) für den Platz bestellte Statue kam 1604 in Paris an, 1606 schickte man sie zwecks Komplettierung zurück. Das bronzene Pferd entstand daraufhin bis September 1607. Als Giambologna 1608 starb, führte Pietro Tacca das Werk fort. Giambologna und Tacca schufen eine Bronzestatue des am 14. Mai 1610 einem Attentat zum Opfer gefallenen Heinrich IV., die am 24. Juli 1614 in Paris ankam. Ludwig XIII. legte hierfür zwar am 12. oder 13. August 1614 den Grundstein, am 23. August 1614 fand eine provisorische Einweihung statt; doch zögerte sich die endgültige Fertigstellung des Monuments bis 1635 hinaus. Bei dieser Statue Heinrichs IV. handelte es sich um das erste öffentliche Monument in Paris. Sie wurde am 11. August 1792 während der Französischen Revolution vom Sockel gestoßen.
Das heutige Monument steht seit dem 25. August 1818 an der Stelle der ursprünglichen Statue und stammt von François-Frédéric Lemot. Es steht wiederum nicht – wie sonst üblich – auf der Platzmitte, sondern im Fluchtpunkt seines schmaleren Westeingangs.

## Gebäude
An der Place Dauphine lebten einst berühmte Personen. In Nr. 2–4 wohnte der Erfinder Louis Daguerre, in Nr. 11 Autor Jacques Prévert. In Haus Nr. 15 (Haus „La Roulotte“) wohnten seit 1951 Yves Montand und Simone Signoret bis zu deren Tod 1985, außerdem die Künstlerin Léona Delcourt und der Schriftsteller André Breton. In Nr. 25 gibt es seit 1840 das Hotel Henri IV. In Nr. 28 wurde Marie-Jeanne „Manon“ Philipon geboren, die hier bis 1780 wohnte. Durch ihre Heirat mit dem 20 Jahre älteren Qualitätskontrolleur Jean-Marie Roland de la Platière im Februar 1780 und ihre aktive Mitgliedschaft bei den königsfeindlichen Girondisten geriet sie mit ihrem Gatten in die Wirren der Französischen Revolution. Ihr Mann wurde am 23. März 1792 girondistischer Innenminister, musste jedoch bereits am 23. Januar 1793 wegen Royalismus zurücktreten. Seine Frau wurde am 1. Juni 1793 verhaftet und kam schließlich in die Conciergerie, wo sie am 8. November 1793 wegen Verschwörung gegen die Republik zum Tode verurteilt und am selben Abend mit der Guillotine auf der Place de la Concorde hingerichtet wurde. Die Romanfigur des Kommissar Jules Maigret war im Café „Aux Trois Marche“ (Place Dauphine/Ecke rue de Harlay Nr. 5) Stammgast und bestellte dort Speisen und Getränke in sein Büro.

## Lage
Zwischen 1607 und 1792 sowie ab 1814 hieß er Place Dauphine, in der Zwischenphase ab August 1792 bis 1814 wurde er in Place de Thionville umbenannt. Der 102 Meter lange, 12–67 Meter breite Platz liegt auf der Westseite der Île de la Cité und ist von zwei Seiten zugänglich. Einerseits ist der mit Kastanienbäumen bestandenen Platz erreichbar vom Pont Neuf im Westen, andererseits von der rue de Harlay im Osten. Die westliche Spitze des Platzes führt über die kurze rue Henri-Robert auf die Mitte des Pont Neuf. Nur die beiden Häuser an der schmalsten Stelle stammen aus dem 17. Jahrhundert, Nr. 14 hat sein ursprüngliches Aussehen erhalten. Restaurants und Cafés säumen den Platz. Das Restaurant Paul (Nr. 15) – wo einst Montand und Signoret Stammgäste waren – war Drehort für eine Szene im Woody Allens Film Midnight in Paris (Premiere: Cannes 11. Mai 2011, „Minuit à Paris“). Die Platzmitte ist mit feinem Sand ausgelegt, so dass sie sich vorzüglich zum Boule-Spiel oder Pétanque eignet.
In der Nähe des Platzes liegen die Métrolinien 7 (mit der Haltestelle Pont Neuf) und Linie 4 (mit der Haltestelle Cité).

## Sonstiges
Der Platz wird im Lied Il est cinq heures, Paris s’éveille (Je suis le dauphin de la place Dauphine ...) von Jacques Dutronc aus dem Jahr 1968 erwähnt.